# ニュー・デイ (プロレス)

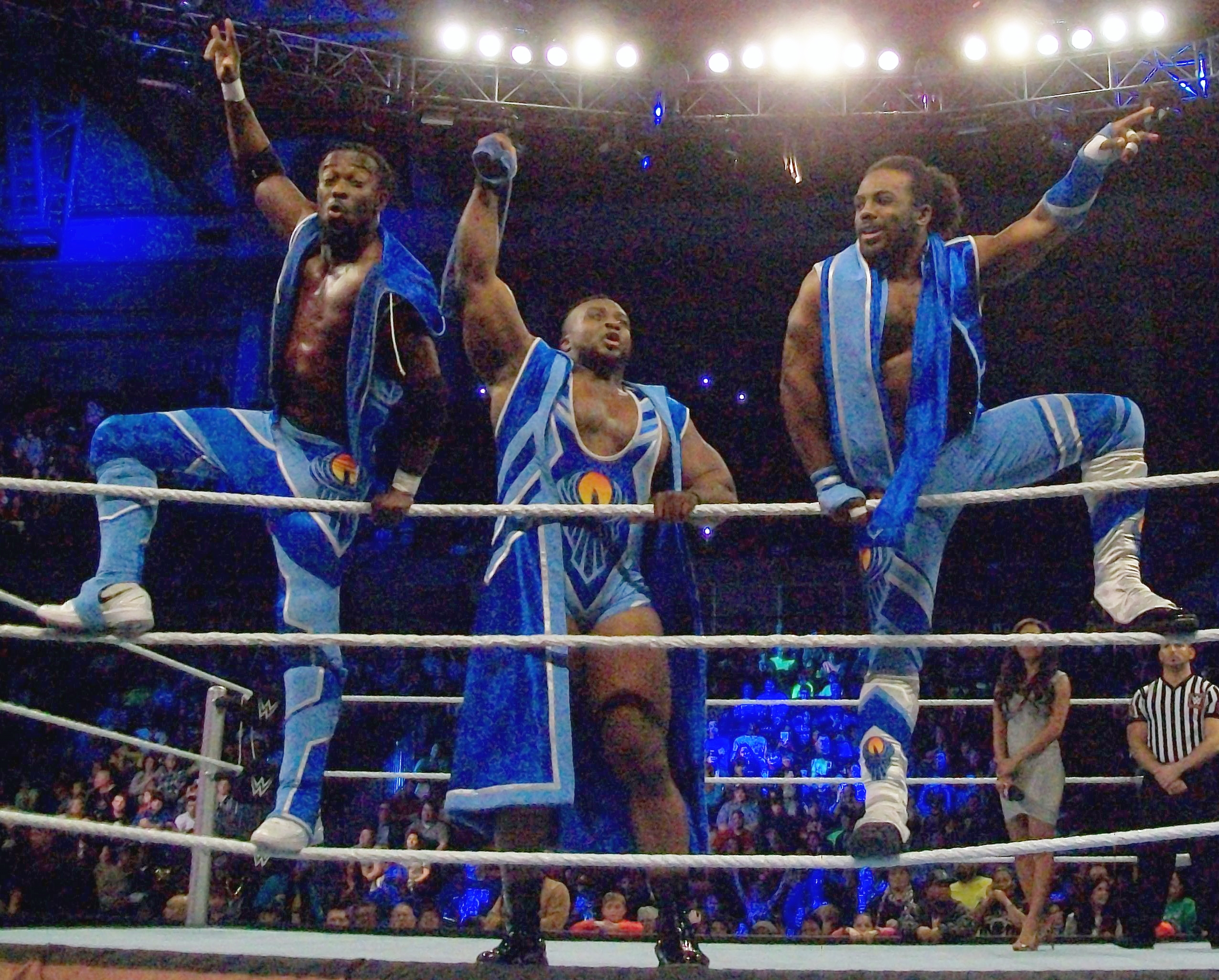
左からコフィ・キングストン、ビッグ・E、エグザビアー・ウッズ

ニュー・デイ (The New Day)は、アメリカ合衆国のプロレス団体WWEのタッグチームの一つ。
4度のRAWタッグ王者、史上最多の7度のSmackdownタッグ王者、史上最長のRAWタッグ王座の483日間の防衛記録などを保持し、WWEの歴史上でも最大級の人気と実績を誇るタッグチームである。2021年にWWEが放送した"WWEの史上最も偉大なタッグチーム50"では1位に選出された。
2014年の結成以降、ビッグE、エグゼビア・ウッズ、コフィ・キングストンの3人組として長期に渡りWWEのタッグ部門を牽引したが、ビッグEの負傷による長期欠場もあり、現在は後者2名で活動している。

## メンバー
- ビッグ・E (Big E)
- コフィ・キングストン (Kofi Kingston)
- エグゼビア・ウッズ (Xavier Woods)

## 概要
2014年11月より3人でゴスペルギミックのトリオを結成し、PVの作成を始める。
同月28日に、カーティス・アクセル&スレイター・ゲイター(ヒース・スレイター&タイタス・オニール)との6人タッグマッチにて実戦デビューし勝利。
2015年3月30日のRAWにて、コフィ&ビッグ・Eが昇格したてのルチャ・ドラゴンズ(カリスト& シン・カラ)と組み、ジ・アセンション(コナー&ビクター)&ブラス・リング・クラブ（セザーロ&タイソン・キッド）との対戦で、ルチャ・ドラゴンズとの交代が少なく、観客がルチャに期待していたため、試合終了後から『NEW DAY SUCKS』とのコールが起きヒールターン。
4月26日、Extreme Rulesにて、ブラス・リング・クラブと対戦。ビッグ・E&コフィ・キングストンが出場し、勝利。タッグチーム王座を奪取した。
6月14日、Money in the Bankでは、コフィの不在の中での戦いとなり、王座から陥落するが、8月23日のサマースラムで勝利。
12月12日に放送されたRAW大会では、番組冒頭でニュー・デイがRAWタッグ王座の防衛を果たし、ザ・デモリッションの持つタッグ王座最長保持記録を更新した。
しかし試合後の祝賀会で、喜んだニュー・デイのウッズがシャンパンをコミッショナーであるステファニー・マクマホンにかけてしまった為、ステファニーにメインでもタッグ王座防衛戦を組まれ、その挑戦者に選ばれたのは当時WWEユニバーサル王者であったケビン・オーエンズ＆クリス・ジェリコ組である。また、この2チームにセス・ロリンズ＆ロマン・レインズを加えた3WAYマッチ戦を行うことになった。
この試合はニュー・デイがフォール勝ちで王座防衛を果たし、Roadblock: End of the Lineでシェイマス & セザーロ組に負けるまで最長記録を保った。
その後、スマックダウンへ移籍。移籍後は、ウーソズ(ジミー& ジェイ)やブラジオン・ブラザーズ(ルーク・ハーパー& ローワン)、ザ・リバイバル(スコット・ドーソン& ダッシュ・ワイルダー)などのタッグチームと抗争を繰り広げた。
2024年4月、レッスルマニア40で行われたラダー戦形式の統一WWEタッグ王座戦に出場したが、王座獲得を逃した。
2025年4月、レッスルマニア41でウォー・レイダーズに勝利し、世界タッグ王座を獲得した。

## 獲得タイトル
WWE
- 世界タッグ王座:5回
- WWEタッグ王座:7回
- NXTタッグ王座:1回

## 決め台詞
- OHHHHHH　○○!! Don’t you dare be sour! Clap for your world-famous, △-time champs! And feel the power!（○○のみんな！しょげた顔するな！世界に名だたる△度の王者に喝采を！そして俺たちのパワーを感じ取れ！）

　入場前にゴリラポジション（入場ゲート裏）にてビッグ・Eが行うマイクパフォーマンス。○○にはその時の興行開催地名が入り、王座戴冠回数はその時のメンバーの実績によって変化する。

## 入場曲
- New Day, New Way - 現在使用中